# Porter Ricks
Porter Ricks is een Duits danceduo dat bestaat uit Thomas Köner en Andy Mellwig. Het duo maakt techno en ambient house. Ze gebruiken daarbij een nautisch thema, waarbij titels vaak naar zee en scheepvaart verwijzen. De groepsnaam is gebaseerd op een personage uit de serie Flipper.

## Geschiedenis
Köner en Mellwig gaan halverwege de jaren negentig samenwerken. Köner is al sinds 1990 actief en brengt diverse ambient-albums uit. In 1996 verschijnen er op Chain Reaction, het label van Basic Channel een serie 12-inches als Porter Ricks. Dat jaar maken ze ook het debuutalbum Biokinetics, dat in een blikken hoes verschijnt. Het album wordt beschouwd als een klassieker in het genre. Een jaar later krijgt het een titelloos vervolgalbum. Er worden ook enkele remixen gemaakt, waarvan The Day The World Went Away (1999) van Nine Inch Nails de meest in het oog springende is. Met de groep Techno Animal maken ze een gedeeld album met Symbiotics (1999). Na 1999 gaat Porter Ricks in een slaapstand. Zowel Köner als Mellwig houden zich bezig met soloprojecten. Mellwig maakt een album als Continuous Mode. Ook Köner maakt weer enkele soloplaten. Ook neemt hij deel aan het project Kontakt Der Jünglinge waarvan in de vroege jaren 00 enkele albums van verschijnen.
In 2012 wordt Porter Ricks nieuw leven ingeblazen. Aanvankelijk wordt Biokinetics opnieuw uitgegeven en komen er weer optredens. In 2016 verschijnt er nieuw werk met de Shadow Boat EP. Een jaar later is een nieuw album af dat Anguilla Electrica (2017) heet en op Tresor verschijnt. In 2021 wordt Biokinetics opnieuw uitgegeven vanwege het 25-jarige bestaan van het album.

## Discografie

### Albums
- Biokinetics (1996)
- Porter Ricks (1997)
- Porter Ricks vs. Techno Animal - Symbiotics (1999)
- Anguilla Electrica (2017)